# 愛しい人と眠りたい
「愛しい人と眠りたい」（いとしいひととねむりたい）は、1992年1月29日に発売された浅香唯の21枚目のシングル。

## 解説
- 当時サザンオールスターズのギタリストだった大森隆志が作曲・編曲を担当。翌月発売されたオリジナル・アルバム『STAY』ではサウンド・プロデュースを担当している。カップリングの「黒い鳥」は、同じくサザンオールスターズのキーボーディスト・原由子が作詞・作曲を手掛けている。
- 作詞は初となる松本隆を起用。

## 収録曲
1. 愛しい人と眠りたい
作詞：松本隆／作曲・編曲：大森隆志
2. 黒い鳥
作詞・作曲：原由子／編曲：加藤和彦

## 関連作品
- 愛しい人と眠りたい
  - STAY
  - シングル・コレクション
  - ANNIVERSARY 2824 （ライブ・アルバム）
  - 浅香唯大全集 THE COMPLETE BOX
  - CRYSTALS 〜25th Anniversary Best〜
  - 浅香唯 30周年記念コンプリートBOX]

- 黒い鳥
  - STAY
  - 浅香唯大全集 THE COMPLETE BOX
  - 浅香唯 30周年記念コンプリートBOX